# Komisja Heraldyczna
Komisja Heraldyczna – organ opiniodawczo-doradczy ministra właściwego do spraw administracji publicznej do spraw związanych z heraldyką, weksylologią oraz falerystyką, powoływana na podstawie ustawy z 29 grudnia 1998, która zmieniła m.in. ustawę o odznakach i mundurach z 21 grudnia 1978.

## Opis
Komisja Heraldyczna początkowo podlegała ministrowi spraw wewnętrznych i administracji, po reformie z 2011 ministrowi cyfryzacji, a od 2012 ponownie ministrowi spraw wewnętrznych i administracji.
Na członków komisji powoływane są w szczególności osoby wyróżniające się wysokim poziomem wiedzy z zakresu heraldyki i weksylologii, przedstawiciele organizacji, których statutowe cele związane są z heraldyką i weksylologią oraz przedstawiciele jednostek samorządu terytorialnego.
W skład Komisji wchodzi:
- 5 osób wskazanych przez ministra właściwego do spraw kultury i ochrony dziedzictwa narodowego;
- 5 osób wskazanych przez Komisję Wspólną Rządu i Samorządu Terytorialnego;
- 3 osoby wskazane przez ministra właściwego do spraw administracji publicznej.

Komisja składa się z przewodniczącego, jego zastępcy, sekretarza i dziesięciu członków. Członkowie komisji zostali powołani po raz pierwszy rozporządzeniem ministra Spraw Wewnętrznych i Administracji z dnia 20 stycznia 2000.
Pierwszym przewodniczącym mianowany został Stefan Krzysztof Kuczyński, który stanowisko piastował w latach 2000–2007, a w związku z jego absencją od 2007 zadania przewodniczącego przejął dotychczasowy zastępca Henryk Seroka. Od roku 2008 do 2024 funkcję przewodniczącego komisji sprawował Paweł Dudziński. W związku z wnioskiem ministra kultury i dziedzictwa narodowego Piotra Glińskiego z dnia 29 grudnia 2022 r. o odwołanie Pawła Dudzińskiego ze składu Komisji Heraldycznej, funkcję przewodniczącego przejął z dniem 26 kwietnia 2024 roku Jan Wroniszewski.
W kwietniu 2024 roku, w odpowiedzi na postulaty wprowadzenia do składu Komisji Heraldycznej ekspertów z dziedziny sztuk plastycznych, w miejsce odwołanego Pawła Dudzińskiego, na wniosek ministra kultury i dziedzictwa narodowego powołana została dr hab. Anna Myczkowska-Szczerska – profesor Akademii Sztuk Plastycznych im. Jana Matejki w Krakowie, specjalistka w dziedzinie projektowania komunikacji wizualnej.

## Kompetencje
Komisja doradza i opiniuje szczególnie w zakresie:
- opiniowania wzorów herbów, flag i innych symboli jednostek samorządu terytorialnego
- opiniowania i przygotowania projektów wzorcowych aktów prawnych związanych z ustanawianiem insygniów władzy państwowej, herbów, flag, emblematów i innych znaków i symboli związanych z heraldyką i weksylologią
- udzielania konsultacji władzom i organom administracji publicznej w dziedzinie właściwego używania insygniów władzy państwowej, herbów, flag, emblematów i innych znaków i symboli związanych z heraldyką i weksylologią[12].

W toku prac komisji wypracowane zostały szczegółowe zalecenia dotyczące:
- zasady tworzenia herbów, flag, sztandarów i pieczęci jednostek samorządu terytorialnego w Polsce
- zasady ustanawiania wyróżnień przez samorządy (odznak honorowych, medali honorowych)
- zasady sporządzania łańcuchów samorządowych[13].

## Skład

### Aktualny skład[14][10]
- Jan Wroniszewski – przewodniczący (wskazany przez KWRiST)
- Tadeusz Jeziorowski – zastępca przewodniczącego (wskazany przez KWRiST)
- Grzegorz Latos – sekretarz (wskazany przez MSWiA)
- Marek Adamczewski – członek (wskazany przez MKiDN)
- Tadeusz Sobieszek – członek (wskazany przez KWRiST)
- Anna Myczkowska-Szczerska – członek (wskazana przez MKiDN)
- Henryk Seroka – członek (wskazany przez MKiDN)
- Krzysztof Bąkała – członek (wskazany przez KWRiST)
- Sławomir Górzyński – członek (wskazany przez MKiDN)
- Piotr Gołdyn – członek (wskazany przez KWRiST)
- Wojciech Fałkowski – członek (wskazany przez MKiDN)

### Zmiany składu 2000-2024

#### Pierwszy skład 2000 r.[6]
- Stefan Kuczyński – przewodniczący
- Zenon Piech – zastępca przewodniczącego
- Adam Misiuwaniec – sekretarz
- Marceli Antoniewicz – członek
- Jan Kazimierz Czubak – członek
- Tadeusz Jeziorowski – członek
- Adam Koperkiewicz – członek
- Maciej Korkuć – członek
- Jerzy Kukliński – członek
- Andrzej Przedpełski – członek
- Henryk Seroka – członek
- Adam Sosnowski – członek
- Alfred Znamierowski – członek

#### Zmiana składu 2001 r.[15]
- Stefan Kuczyński – przewodniczący
- Zenon Piech – zastępca przewodniczącego
- Adam Misiuwaniec – sekretarz
- Marceli Antoniewicz – członek
- Jan Kazimierz Czubak – członek
- Tadeusz Jeziorowski – członek
- Dariusz Woźnicki – członek
- Maciej Korkuć – członek
- Jerzy Kukliński – członek
- Andrzej Przedpełski – członek
- Henryk Seroka – członek
- Adam Sosnowski – członek
- Alfred Znamierowski – członek

#### Zmiana składu 2002 r.[16]
- Stefan Kuczyński – przewodniczący
- Henryk Seroka – zastępca przewodniczącego
- Adam Misiuwaniec – sekretarz
- Marceli Antoniewicz – członek
- Tadeusz Sobieszek – członek
- Tadeusz Jeziorowski – członek
- Dariusz Woźnicki – członek
- Maciej Korkuć – członek
- Jerzy Kukliński – członek
- Andrzej Przedpełski – członek
- Jan Wroniszewski – członek
- Urszula Zgorzelska – członek
- Alfred Znamierowski – członek

#### Zmiana składu 2004 r.[17]
- Stefan Kuczyński – przewodniczący
- Henryk Seroka – zastępca przewodniczącego
- Grzegorz Latos – sekretarz
- Marceli Antoniewicz – członek
- Tadeusz Sobieszek – członek
- Tadeusz Jeziorowski – członek
- Dariusz Woźnicki – członek
- Maciej Korkuć – członek
- Jerzy Kukliński – członek
- Marek Makowski – członek
- Jan Wroniszewski – członek
- Urszula Zgorzelska – członek
- Alfred Znamierowski – członek

#### Zmiana składu 2008 r.[18]
- Paweł Dudziński – przewodniczący
- Jan Wroniszewski – zastępca przewodniczącego
- Grzegorz Latos – sekretarz
- Marceli Antoniewicz – członek
- Tadeusz Sobieszek – członek
- Tadeusz Jeziorowski – członek
- Dariusz Woźnicki – członek
- Maciej Korkuć – członek
- Piotr Dymmel – członek
- Marek Makowski – członek
- Henryk Seroka – członek
- Urszula Zgorzelska – członek
- Alfred Znamierowski – członek

#### Zmiana składu 2010 r.[19]
- Paweł Dudziński – przewodniczący
- Jan Wroniszewski – zastępca przewodniczącego
- Grzegorz Latos – sekretarz
- Marceli Antoniewicz – członek
- Tadeusz Sobieszek – członek
- Tadeusz Jeziorowski – członek
- Wojciech Tutak – członek
- Maciej Korkuć – członek
- Piotr Dymmel – członek
- Marek Makowski – członek
- Przemysław Mrozowski
- Piotr Gołdyn – członek
- Alfred Znamierowski – członek

#### Zmiana składu 2015 r.[20]
- Paweł Dudziński – przewodniczący
- Jan Wroniszewski – zastępca przewodniczącego
- Grzegorz Latos – sekretarz
- Marek Adamczewski – członek
- Tadeusz Sobieszek – członek
- Tadeusz Jeziorowski – członek
- Wojciech Tutak – członek
- Michał Karalus – członek
- Piotr Dymmel – członek
- Henryk Seroka – członek
- Przemysław Mrozowski
- Piotr Gołdyn – członek
- Alfred Znamierowski – członek

#### Zmiana składu 2016 r.[21]
- Paweł Dudziński – przewodniczący
- Jan Wroniszewski – zastępca przewodniczącego
- Grzegorz Latos – sekretarz
- Marek Adamczewski – członek
- Tadeusz Sobieszek – członek
- Tadeusz Jeziorowski – członek
- Wojciech Tutak – członek
- Michał Karalus – członek
- Robert Szydlik – członek
- Henryk Seroka – członek
- Przemysław Mrozowski
- Piotr Gołdyn – członek
- Alfred Znamierowski – członek

#### Zmiana składu 2021 r.[22]
- Paweł Dudziński – przewodniczący
- Jan Wroniszewski – zastępca przewodniczącego
- Grzegorz Latos – sekretarz
- Marek Adamczewski – członek
- Tadeusz Sobieszek – członek
- Tadeusz Jeziorowski – członek
- Wojciech Tutak – członek
- Michał Karalus – członek
- Robert Szydlik – członek
- Henryk Seroka – członek
- Sławomir Górzyński – członek
- Piotr Gołdyn – członek
- Wojciech Fałkowski – członek

#### Zmiana składu 2024 r.[10]
- Jan Wroniszewski – przewodniczący
- Tadeusz Jeziorowski – zastępca przewodniczącego
- Grzegorz Latos – sekretarz
- Marek Adamczewski – członek
- Tadeusz Sobieszek – członek
- Anna Myczkowska-Szczerska – członek
- (punkt uchylony)
- Henryk Seroka – członek
- (punkt uchylony)
- Krzysztof Bąkała – członek
- Sławomir Górzyński – członek
- Piotr Gołdyn – członek
- Wojciech Fałkowski – członek

## Kontrowersje
W 2014 do ministra administracji i cyfryzacji skierowany został list członków Zespołu Nauk Pomocniczych Historii i Edytorstwa przy Komitecie Nauk Historycznych PAN w sprawie nieprawidłowości w działalności Komisji Heraldycznej. Podniesione w piśmie zarzuty dotyczyły braku przejrzystości oraz obiektywizmu praktyk i procedur. Wskazano na zaistnienie konfliktu interesów w sytuacji projektowania symboli przez członków, pełniących jednocześnie funkcję ich opiniowania. W szczególności dotyczyło to osoby przewodniczącego Komisji Heraldycznej oraz jednego z członków. Wnioskowano o rekonstrukcję Komisji dla odzyskania przez nią opinii instytucji obiektywnej i wiarygodnej. Pismo podpisało 15 naukowców skupionych przy ZNPHiE.
W odpowiedzi udzielonej przez Ministerstwo w marcu 2015 stwierdzono, „że przepisy prawa dotyczące Komisji Heraldycznej nie zawierają zakazu projektowania przez członków Komisji symboli jednostek samorządowych”, ich zaangażowanie w projektowanie wynika stąd, że „środowisko osób zajmujących się naukowo heraldyką i weksylologią jest w Polsce niezmiernie wąskie”, a gwarancją obiektywności ocen Komisji ma być „nakaz wyłączenia się autorów projektów symboli samorządowych […] z omawiania projektu, jak i głosowania nad uchwałą w jego sprawie”.
Minister administracji i cyfryzacji zwrócił się do Komisji Heraldycznej z wnioskiem o podjęcie uchwały sankcjonującej jednoznaczny nakaz wyłączenia się autorów projektów z udziału w pracach Komisji Heraldycznej. Uchwała przyjęta została przez Komisję Heraldyczną na posiedzeniu 13 marca 2015. Zawieszenie działalności projektowej zadeklarował Paweł Dudziński. Z projektowania nie zrezygnowali Piotr Gołdyn, Henryk Seroka, Tadeusz Sobieszek, Robert Szydlik, Wojciech Tutak i Alfred Znamierowski.
W styczniu 2022 dr hab. Marek Adamczewski, na wykładzie naukowym zorganizowanym przez poznański oddział Polskiego Towarzystwa Heraldycznego, przedstawił próbę podsumowania ponad 20 lat procedowania Komisji Heraldycznej. W ramach dwugłosu swoje krytyczne stanowisko zaprezentował Aleksander Bąk, którego konkluzją były trzy postulaty: natychmiastowa dymisja przewodniczącego Komisji Heraldycznej, odwołanie grona członków „projektujących” oraz objęcie Komisji Heraldycznej nadzorem sanacyjnym. Jako uzasadnienie wskazał m.in. uznaniowość oraz brak bezstronności i transparentności w opiniowaniu, przekraczanie kompetencji delegowanych ustawą przez wydawanie opinii na podstawie negatywnej oceny formy plastycznej, wprowadzanie w obieg prawny symboli noszących znamiona plagiatu, konflikt interesów z uwagi na sprawowanie funkcji członków Komisji Heraldycznej przez osoby jednocześnie projektujące symbole samorządowe oraz je opiniujące, a przede wszystkim piastowanie funkcji przewodniczącego Komisji Heraldycznej przez osobę obciążoną zarzutem plagiatu.
Zarzut plagiatu stanowił podstawę podjęcia przez Radę Dyscypliny Historia Uniwersytetu Mikołaja Kopernika w Toruniu 12 listopada 2019 uchwały o odmowie nadania Pawłowi Dudzińskiemu stopnia doktora habilitowanego w dziedzinie nauk humanistycznych, w dyscyplinie historia. 31 maja 2021 Prezydium Rady Doskonałości Naukowej jednogłośnie podjęło decyzję o utrzymaniu uchwały w mocy.
12 grudnia 2022 dziennik Rzeczpospolita opublikował artykuł informujący, iż „najważniejszym ciałem zajmującym się heraldyką kieruje osoba, której dwukrotnie nie udało się uzyskać habilitacji z powodu oskarżeń o plagiat”.
W grudniu 2022 minister kultury i dziedzictwa narodowego Piotr Gliński wystąpił do ministra spraw wewnętrznych i administracji Mariusza Kamińskiego z wnioskiem o odwołanie Pawła Dudzińskiego ze składu Komisji Heraldycznej. W uzasadnieniu wniosku wskazano, że „podejrzenie popełnienia plagiatu jest zarzutem, który godzi w dobre imię Komisji i utrudnia wypełnianie przez nią ustawowych zadań”.
W lutym 2024 roku minister spraw wewnętrznych i administracji przygotował projekt zmiany rozporządzenia ministra spraw wewnętrznych zmieniającego rozporządzenie w sprawie powołania Komisji Heraldycznej, przewidujące usunięcie Pawła Dudzińskiego z funkcji przewodniczącego Komisji Heraldycznej. Rozporządzenie wprowadzające stosowne zmiany weszło w życie w dniu 26 kwietnia 2024 r.
W ramach uzgodnień międzyresortowych, przeprowadzonych w lutym 2024 roku, minister kultury i dziedzictwa narodowego Bartłomiej Sienkiewicz w piśmie skierowanym do ministra Tomasza Szymańskiego, podniósł kwestię konfliktu interesów zachodzącego w Komisji Heraldycznej z uwagi na to, że część jej członków łączy bowiem prowadzenie działalności w zakresie projektowania wzorów insygniów i symboli z ich opiniowaniem w ramach prac Komisji. Zdaniem ministra, w przepisach powszechnie obowiązujących, powinien być sformułowany zakaz łączenia tego typu praktyk.